# C-SPAN
Cable-Satellite Public Affairs Network (C-SPAN) — американська мережа кабельного і супутникового телебачення, що створена у 1979 році галуззю кабельного телебачення як некомерційна громадська служба. Транслює матеріали федерального уряду США, а також інші програми зі зв'язків з громадськістю. Мережа C-SPAN включає в себе телевізійні канали C-SPAN (фокусується на Палаті представників США), C-SPAN2 (фокусується на Сенаті США) і C-SPAN3 (транслюються інші урядові слухання і пов'язані з ними програми), радіостанція WCSP-FM (інша назва — C-SPAN Radio) і група вебсайтів, які надають потокове мультимедіа і архіви програм C-SPAN. Телевізійні канали C-SPAN доступні приблизно 100 мільйонам кабельних і супутникових домогосподарств у Сполучених Штатах, водночас радіостанція WCSP-FM транслюється по FM-радіо у Вашингтоні (округ Колумбія) і доступна по всій території США через Sirius XM через потокову передачу через Інтернет і в усьому світі через додатки для iOS і Android пристрої.
Мережа транслює політичні події в США, зокрема прямі трансляції засідань Конгресу США, а також окремі засідання канадського, австралійського і британського парламентів (зокрема, щотижневі питання британському прем'єр-міністру) і інші вагомі події по всьому світу. Висвітлення політичних подій не модерується, надаючи аудиторії нефільтровану інформацію про політику та дії уряду. Також транслюються програми, присвячені історії та науково-популярним книгам, інтерв'ю з відомими людьми, пов'язаними з політикою. C-SPAN є приватною неприбутковою організацією, яка фінансується своїми кабельними і супутниковими філіями, і не транслює реклами в жодній зі своїх мереж, радіостанцій або вебсайтів, а також не просить пожертвування. Мережа працює незалежно, і ні кабельна індустрія, ні Конгрес не контролюють її контент.
У 2010 році C-SPAN удостоєний премії Пібоді «за створення довгострокового архіву історії американської політики і за надання його як безкоштовної і зручної державної служби».

## Організація і діяльність

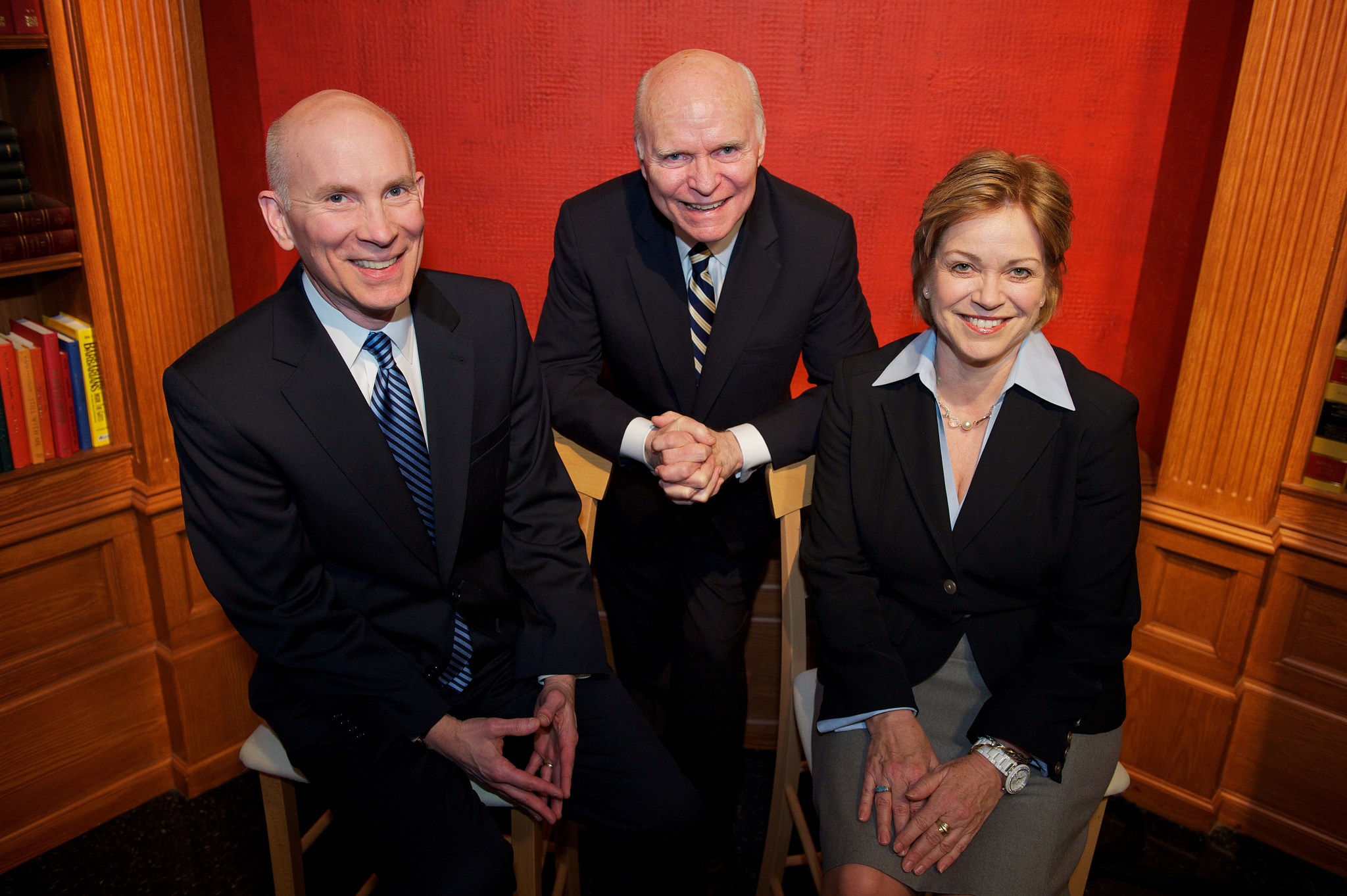
Засновник C-SPAN Брайан Лемб у 2012 році в оточенні директорів Роба Кеннеді і Сьюзен Свейн

C-SPAN керує некомерційна організація National Cable Satellite Corporation, до ради директорів якої входять переважно представники найбільших кабельних компаній країни. Першими керівниками C-SPAN були Боб Розенкранс, Джон Сейман, Ед Аллен і Джин Шнайдер. C-SPAN не продає рекламу і не збирає пожертви в ефірі; замість цього мережа отримує майже все своє фінансування від абонентської плати, що стягується з операторів кабельного та супутникового мовлення. Станом на 2012 рік C-SPAN отримав 6 ¢ від суми абонентської плати за кожного абонента, забезпечивши річний бюджет у $60 млн. Оскільки мережа є незалежною організацією, ні кабельна індустрія, ні Конгрес не контролюють зміст її програм.
Станом на січень 2013 року мережа налічувала 282 співробітника. C-SPAN очолюють співдиректори Роб Кеннеді і Сьюзен Свейн. Засновник і колишній генеральний директор Брайан Лемб є виконавчим головою ради директорів. Більшість співробітників C-SPAN базуються у штаб-квартирі, розташованій на Капітолійському пагорбі у Вашингтоні (округ Колумбія), проте у 2003 році були відкриті телевізійні студії в Нью-Йорку і Денвері (штат Колорадо). Ці студії використовують цифрове обладнання, яким можна керувати з Вашингтона.
C-SPAN також веде архіви в Вест-Лафайетт (штат Індіана), у дослідному парку Пердью під керівництвом доктора Роберта Браунінга.